# يانغ هيون سوك
يانغ هيون سوك (مواليد 9 يناير 1970) مدير تنفيذي، موسيقى ومغني راب، وراقص ومنتج أسطوانات كوري جنوبي. اشتهر كعضو في فرقة «سيو تايجي والأولاد» خلال التسعينيات. بعد انفصال الفرقة، أسس وأصبح الرئيس التنفيذي لشركة واي جي إنترتينمنت، إحدى أكبر شركات التسجيلات في كوريا الجنوبية.

## الحياة الشخصية
في مارس 2010، كشف يانغ عن مواعدته لعضوة فرقة Swi.T السابقة، لي يون جوو لمدة تسع سنوات. لي يون جو هي الأخت الصغرى لـ لي جاي جين من فرقة الفتيان Sechs Kies. لدى يانغ ولي طفلان.

## الروابط الخارجية
- يانغ هيون سوك على موقع ميوزك برينز (الإنجليزية)
- يانغ هيون سوك على موقع ديسكوغز (الإنجليزية)
- يانغ هيون سوك على موقع ديسكوغز (الإنجليزية)

- يانغ هيون سوك الموقع الرسمي